# Huss-Unternehmensgruppe
Die Huss-Unternehmensgruppe mit Sitz in Berlin und München ist ein konzernunabhängiger Fachverlag. Sie wurde 1975 von Wolfgang Huss gegründet.
Mit rund 20 Fachzeitschriften, Sonderpublikationen sowie Fachbüchern, Online-Medien und Softwareprodukten erreicht die Huss-Unternehmensgruppe eine jährliche Auflage von rund 3,5 Millionen. Inhaltliche Schwerpunkte bilden Themen aus Technik, Logistik, Transport, Verkehr, Touristik und Gastronomie sowie Recht, Wirtschaft und Bauwesen.
Im Jahr 1990 wurden die Verlage Die Wirtschaft, Verlag Technik, Verlag für Bauwesen und der Staatsverlag der DDR über die Treuhandanstalt erworben.
Zur Gruppe gehören die Berliner Huss-Medien GmbH sowie die Münchener Unternehmen Huss-Verlag GmbH und Euroexpo Messe- und Kongress GmbH.

## Verlagsprogramm Huss-Unternehmensgruppe
Das Produktsortiment des Verlags umfasst neben Fachzeitschriften Online-Dienste und periodisch erscheinende Sonderpublikationen sowie Fachbücher, Multimedia-Produkte, Loseblattwerke und Lehr- und Lernmittel.

### Publikationen (Auswahl)
- Logistik Heute (Fachmagazin), Druckauflage 31.875 Exemplare (IVW Jahresdurchschnitt 2020/2021)
- Transport – Die Zeitung für den Güterverkehr (Fachzeitung), Druckauflage 21.000 Exemplare (IVW Jahresdurchschnitt 2020/2021)
- busplaner (Fachzeitschrift), Druckauflage 7.000 Exemplare (IVW Jahresdurchschnitt 2020/2021)
- taxi heute (Fachmagazin), Druckauflage 13.875 Exemplare (IVW Jahresdurchschnitt 2020/2021)
- Profi Werkstatt (Fachzeitschrift), Druckauflage 7.500 Exemplare (IVW Jahresdurchschnitt 2020/2021)
- LOGISTRA (Fachmagazin), Druckauflage 11.250 Exemplare (IVW Jahresdurchschnitt 2020/2021)
- Elektropraktiker (Fachzeitschrift)
- Arbeit und Arbeitsrecht (Fachzeitschrift), Druckauflage 8.000 Exemplaren (IVW Jahresdurchschnitt 2020/2021)
- VISION mobility (Fachmagazin)
- Technische Logistik – Hebezeuge Fördermittel (Fachmagazin)

Die Zeitschriften werden überwiegend als unentgeltliche Freistücke verbreitet.
Seit 1989 organisiert der Huss-Verlag für seine Zielgruppen Veranstaltungen unter dem Namen der jeweiligen Zeitschrift. Dazu gehören Foren, Workshops, Seminare und Leserreisen.

### Sonderpublikationen (Auswahl)
- kaffeeteeabc
- Gruppen-Handbuch (Ausflugsziele für Firmen, Schulen und Vereine)[4]
- Fahrer-Jahrbuch (Berufskraftfahrer)

Die EUROEXPO Messe- und Kongress-GmbH wurde 1996 von Wolfgang Huss, Inhaber der Huss-Verlagsgruppe, gegründet. Sie veranstaltete von 1989 bis 2006 die Fachmesse EuroCARGO – Internationale Fachmesse für Gütertransport, Logistik und Telematik. Im Jahr 2003 veranstaltete die EUROEXPO erstmals die LogiMAT – Internationale Fachmesse für Distribution, Material- und Informationsfluss – auf dem Stuttgarter Killesberg.
- LogiMAT – Internationale Fachmesse für Distribution, Material- und Informationsfluss